# 里奇滿峰
75°48′S 115°49′W / 75.800°S 115.817°W
里奇滿峰（英語：Richmond Peak）是南極洲的山峰，位於瑪麗伯德地，處於托尼山，海拔高度3,595米，美國地質調查局根據測量和該國海軍的空中照片繪入地圖，現時由南極條約體系管理。